# パミリヤ・サグラド
『パミリヤ・サグラド』（タガログ語: Pamilya Sagrado）は、フィリピンのテレビドラマ。2024年6月17日、 カパミリア・チャンネルで初公開された。出演はピオロ・パスクアル、カイル・エチャリ、グレ・フェルナンデス。

## 登場人物
ラファエル・サグラド
演：ピオロ・パスクアル
モイセス「モイ」サグラド
演：カイル・エチャリ
ジャスティン・サグラド
演：グレエ・フェルナンデス
ハイメ・サグラド
演：ティルソ・クルス3
エレアザール「エリアス」サグラド
演：ジョン・アルシヤ
エルネスト「エストン」マロンゾ
演：ジョエル・トーレ
メルセデス・ラモス=サグラド
演：ミレーヌ・ディゾン
ナディア・サルバシオン
演：ロザンナ・ロセス
ディヴァイン・トーレス
演：アイコ・メレンデス
グレース・マロンゾ
演：シャイナ・マグダヤオ